# Conseil pontifical pour le dialogue avec les non-croyants
Le conseil pontifical pour le dialogue avec les non-croyants était un conseil pontifical (une organisation de la curie romaine) destiné à étudier les causes de l'athéisme et à entretenir un dialogue avec les non-croyants.

## Historique
Le Secrétariat pour les non-croyants a été fondé le 9 avril 1965 par le pape Paul VI.
Il devient le 28 juin 1988 le Conseil pontifical pour le dialogue avec les non-croyants, lors de la réorganisation de la Curie romaine opérée par Jean-Paul II par la Constitution apostolique Pastor Bonus (article 159).
Par le motu proprio « Inde a Pontificatus »  de Jean-Paul II (25 mars 1993), le conseil pontifical pour le dialogue avec les non-croyants a été fusionné avec le Conseil pontifical de la culture qui a gardé son nom.
Il a eu pour présidents :
- Franz König ;
- Paul Poupard du 27 juin 1980 au 4 mai 1993.